# Моделирование литейных процессов

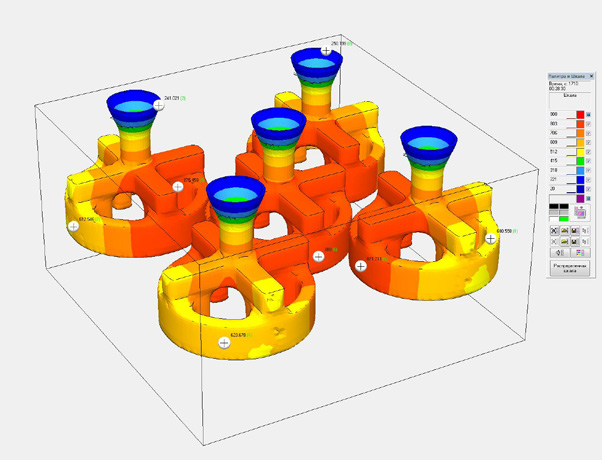
Поле температур при симуляции заполнения формы

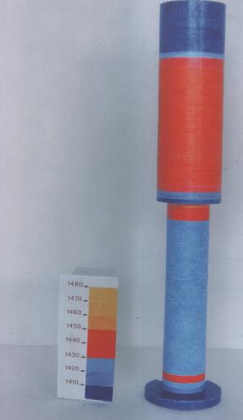
Первые результаты распределения температуры в горячей отливке пришлось рисовать на деревянной модели

Моделирование литейных процессов — это вычислительная техника, используемая в промышленности и металлообработке для моделирования и анализа процесса литья металлов. Эта технология позволяет инженерам и персоналу литейного производства предсказывать и визуализировать поток расплавленного металла, паттерны кристаллизации и потенциальные дефекты в отливке до начала фактического производственного процесса. Симулируя процесс литья, производители могут оптимизировать дизайн форм, сократить расход материалов и улучшить качество конечного продукта.

## История
Теоретические основы теплопроводности, критически важные для симуляции литья, были установлены Жаном Батистом Жозефом Фурье в Эколь Политехник в Париже. Его диссертация «Аналитическая теория тепла», получившая награды в 1822 году, заложила основу для всех последующих расчётов теплопроводности и переноса тепла в твёрдых материалах. Кроме того, французский физик и инженер Клод-Луи Навье и ирландский математик и физик Джордж Габриэль Стокс предоставили основы динамики жидкости, приведшие к разработке уравнений Навье-Стокса. Адольф Фик, работавший в 19 веке в Университете Цюриха, разработал основные уравнения, описывающие диффузию, опубликованные в 1855 году.
Начало симуляции в литье началось в 1950-х годах, когда В. Пашкис использовал аналоговые компьютеры для прогнозирования движения фронта кристаллизации. Первое использование цифровых компьютеров для решения проблем, связанных с литьём, было осуществлено доктором К. Фурсундом в 1962 году, который рассматривал проникновение стали в песчаную форму. Переломной работой Дж. Г. Хентцеля и Дж. Кевериана в 1965 году стала двумерная симуляция кристаллизации стального литья, в которой использовалась программа, разработанная General Electric для симуляции теплопередачи. В 1968 году Оле Вестби впервые использовал метод конечных разностей для программирования 2-D модели, оценивающей распределение температур во время сварки.
1980-е годы ознаменовались значительным увеличением исследовательских и разработочных мероприятий вокруг темы симуляции процесса литья с вкладами различных международных групп, включая Дж. Т. Берри и Р. Д. Пелке в Соединённых Штатах, Э. Нияму в Японии, В. Курца в Лозанне и Ф. Дюрана в Гренобле. Особенно важную роль в продвижении этой области сыграл профессор П. Р. Зам в Литейном институте Ахена. Ключевыми вехами этого периода стали введение термина «функция критерия» Хансеном и Берри в 1980 году, функция критерия Ниямы для изображения центральных пористостей в 1982 году и предложение функции критерия для обнаружения горячих трещин в стальных отливках Э. Флендером и П. Н. Хансеном в 1984 году. К концу 1980-х годов были разработаны первые возможности симуляции заполнения формы.
1990-е годы были сосредоточены на симуляции напряжений и деформаций в отливках с важными вкладами от Хаттеля и Хансена в 1990 году. В этом десятилетии также начались усилия по прогнозированию микроструктур и механических свойств с пионерской работой И. Свенссона и М. Вессена в Швеции.

## Принципы симуляции литья

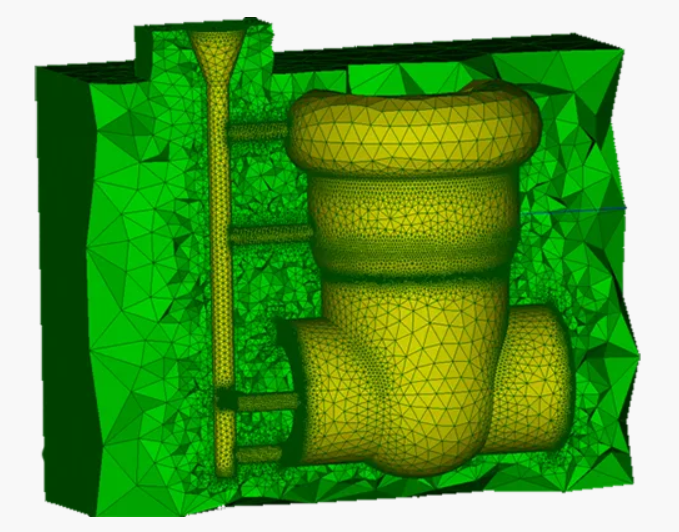
Генератор сеток конечных элементов

Литейное производство является одним из наиболее сложных и многогранных процессов в металлургии, требующим тщательного контроля и понимания множества физических и химических явлений. Для того чтобы эффективно управлять этим процессом и гарантировать высокое качество конечных изделий, необходимо глубокое понимание взаимодействия различных параметров литья. В этом контексте математическое моделирование литья выступает как критически важный научный инструмент, позволяющий детально анализировать и оптимизировать процесс литья на основе математических принципов.
Математическое моделирование литья представляет собой сложный процесс, включающий в себя формулировку и решение математических уравнений, описывающих физические явления, такие как теплопроводность, динамика жидкости, фазовые превращения и др. Для решения этих уравнений применяются различные методы численного анализа, среди которых особое место занимают метод конечных элементов (МКЭ), метод конечных разностей (МКР) и метод конечных объёмов (МКО). Каждый из этих методов имеет свои особенности и применяется в зависимости от конкретных задач моделирования и требований к точности и эффективности вычислений.
Метод конечных разностей (МКР): Этот метод базируется на дифференциальных уравнениях тепломассопереноса, которые аппроксимируются с помощью конечно-разностных соотношений. Преимуществом МКР является его простота и возможность упрощения решения многомерных задач. Однако метод имеет ограничения при моделировании границ сложных областей и работает плохо для тонкостенных отливок.
Метод конечных элементов (МКЭ) и Метод конечных объёмов (МКО): Оба метода основаны на интегральных уравнениях тепломассопереноса. Они обеспечивают хорошую аппроксимацию границ и позволяют использовать элементы разной дискретности. Основными недостатками являются необходимость в генераторе конечных элементов, сложность уравнений и большие требования к ресурсам памяти и времени.
Модификации МКО: Эти методы пытаются сочетать простоту МКР с хорошей аппроксимацией границ МКЭ. Они обладают потенциалом для улучшения аппроксимации границ между различными материалами и фазами.
Анализ различных методов математического моделирования литейных процессов показывает, что метод конечных элементов (МКЭ) является одним из наиболее надёжных и оптимальных подходов для симуляции литья. Несмотря на более высокие требования к вычислительным ресурсам и сложность в реализации по сравнению с методами конечных разностей (МКР) и конечных объёмов (МКО), МКЭ обеспечивает высокую точность в моделировании границ, сложных геометрий и температурных полей, что критически важно для прогнозирования дефектов отливок и оптимизации литейных процессов.

## Применение на производстве

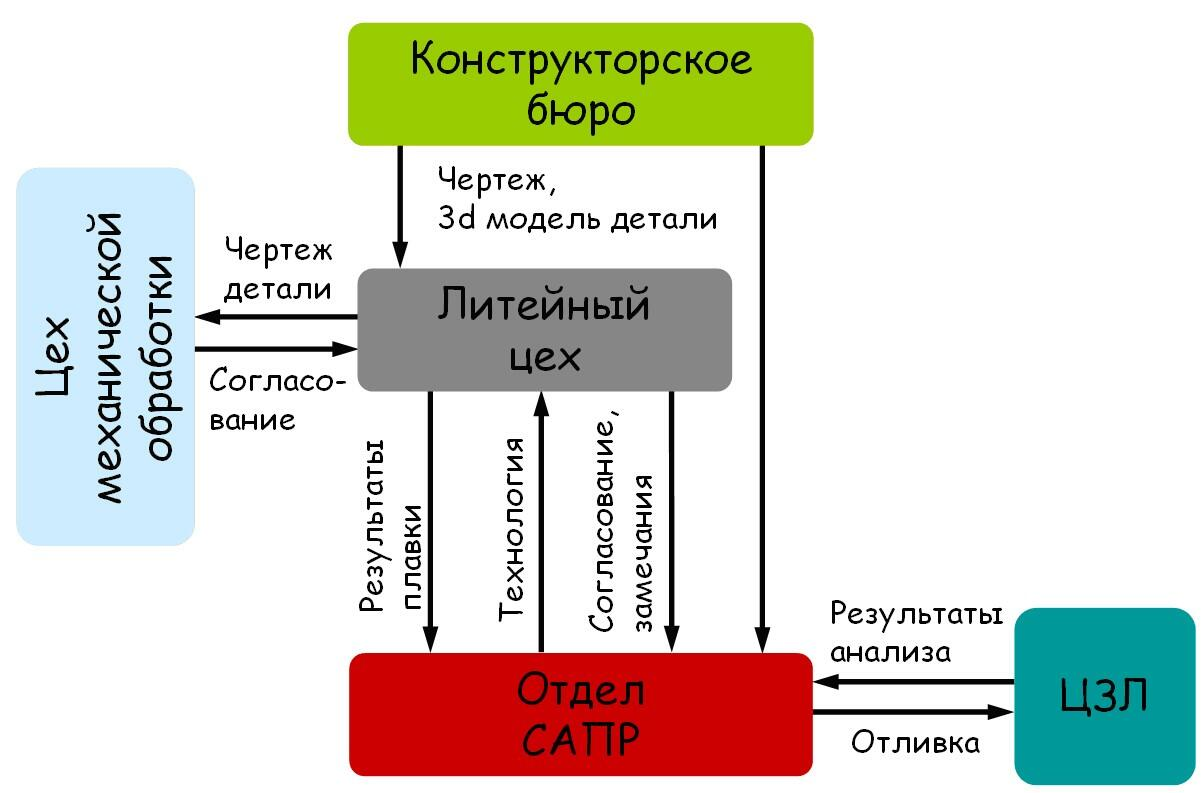
Разработка получения новых отливок с применением СКМ ЛП

Системы анализа (Computer Aided Engineering — CAE или, по-русски, — СКМ) литейных процессов (ЛП) уже давно используются литейщиками всего мира как «виртуальный литейный цех», где можно реализовать и проверить любые фантазии, возникающие в голове конструктора и технолога. Мировой рынок СКМ ЛП можно считать сложившимся.
В структуре предприятия для разработки технологии новой отливки создаётся отдел САПР ЛП, отвечающий за эксплуатацию СКМ ЛП. Расчёты выполняются специалистами отдела в соответствии с должностными инструкциями, а взаимодействие с другими подразделениями регламентируется инструкциями по проектированию технологий.
Процесс начинается с передачи 3D-модели и чертежа детали технологам литейного цеха, которые согласуют конфигурацию отливки с механическим цехом и определяют припуски. Затем технология разрабатывается в отделе САПР ЛП и передаётся в литейный цех для проведения опытных плавок. Результаты контролируются, и при необходимости отливки исследуются в центральной заводской лаборатории (ЦЗЛ). При обнаружении брака проводится корректировка параметров моделей и технологического процесса в отделе САПР ЛП, после чего технология снова тестируется в цехе.
Этот цикл повторяется до получения годных отливок, после чего технология считается отработанной и внедряется в серийное производство.

## Программное обеспечение и инструменты

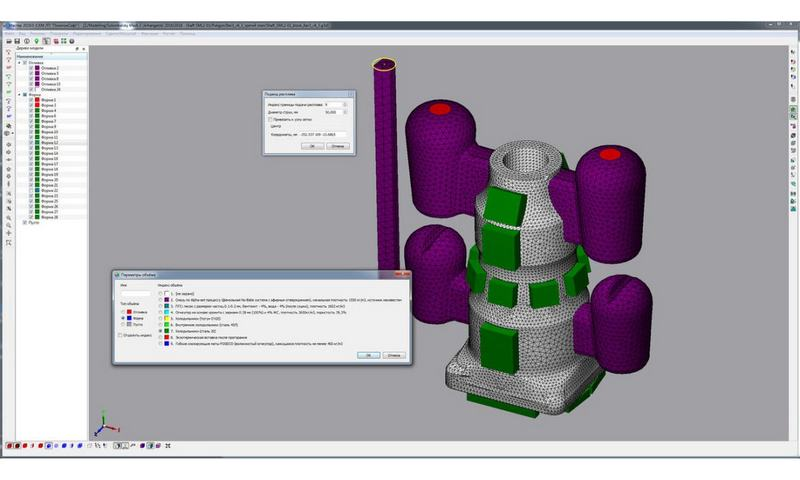
Настройка симуляции в ПО

В современной литейной промышленности широко используется программное обеспечение (ПО) для симуляции литейных процессов. Среди множества доступных программных решений имеет смысл упомянуть наиболее достойные внимания и широко применяемые продукты — Procast, MAGMASOFT и PoligonSoft.
ProCAST — система моделирования литейных процессов методом конечных элементов, обеспечивающая совместное решение температурной, гидродинамической и деформационной задач, вместе с уникальными металлургическими возможностями, для всех процессов литья и литейных сплавов. Кроме основных моментов литейного производства — заливки, кристаллизации и прогноза пористости, ProCAST способен прогнозировать возникновение деформаций и остаточных напряжений в отливке и может применяться для анализа таких процессов как изготовление стержней, центробежное литьё, литьё по выплавляемым моделям, непрерывное литьё и др.
PoligonSoft — система моделирования литейных процессов методом конечных элементов. Применима для моделирования практически любых литейных технологий и любых литейных сплавов. Долгое время PoligonSoft оставалась единственной в мире системой моделирования литейных процессов, имеющей в составе специальную модель для расчёта микропористости. До сих пор, эта модель может считаться наиболее устойчивой, а результаты, полученные с её помощью, способны удовлетворить самых требовательных пользователей. По многим параметрам, PoligonSoft может считаться российским аналогом системы ProCAST.
MAGMASOFT — это система моделирования литейных процессов с использованием метода конечных разностей. Она позволяет анализировать тепловые процессы, заполнение формы, кристаллизацию и предсказывать дефекты отливок. Программа включает модули для различных литейных технологий и помогает оптимизировать параметры литья для улучшения качества продукции. MAGMASOFT является эффективным инструментом для повышения производительности и качества литейного производства.

## Будущие тенденции
Симуляция литейного процесса отражает знания пользователя, который решает, привела ли система заливки к приемлемому результату. Предложения по оптимизации должны исходить от оператора. Основной проблемой является то, что все процессы происходят одновременно и взаимосвязаны: изменения в одном параметре влияют на многие характеристики качества литья.
Автономная оптимизация, начавшаяся в конце 80-х, использует инструмент симуляции как виртуальное поле для экспериментов, изменяя условия заливки и параметры процесса для нахождения оптимального решения. Это позволяет оценить множество параметров процесса и их влияние на устойчивость процесса.
Важно помнить, что оптимизировать можно только то, что может быть смоделировано. Оптимизация не заменяет знаний о процессе и экспертизы. Пользователь симуляции должен знать цели и критерии качества, необходимые для достижения этих целей, и задавать программе конкретные вопросы для получения количественных решений.